# Blue (canção de Big Bang)
"Blue" (hangul: 블루) é uma canção do grupo sul-coreano Big Bang. Foi lançada em 22 de fevereiro de 2012, como o primeiro single de seu quinto extended play (EP) Alive. Composta por G-Dragon, Teddy Park e T.O.P e produzida por Teddy e G-Dragon, "Blue" fala sobre o sentimento de tristeza relacionado a perda de um amor. Após seu lançamento, atingiu o topo da parada da Gaon, além de tornar-se a primeira canção a alcançar um perfect all kill na Coreia do Sul. Posteriormente, encerrou o ano de 2012 como uma das canções de melhor desempenho no país. 

## Antecedentes e composição
Antes do lançamento do EP Alive, a YG Entertainment lançou em datas diferentes, imagens teasers contendo cada membro do Big Bang a fim de promover suas canções. Em 17 de fevereiro de 2012, a última imagem foi lançada contendo G-Dragon introduzindo a canção "Blue", que se tornaria mais tarde, o primeiro single de Alive. A canção foi lançada uma semana antes do EP, em 22 de fevereiro de 2012. Pouco depois de ser disponibilizada online, o grupo atualizou seu canal oficial na plataforma de vídeos YouTube com um vídeo intitulado: "About the Song 'Blue' Part 1", onde cada um dos membros descrevem brevemente a mesma. Uma versão em língua japonesa foi lançada no quarto álbum de estúdio japonês do Big Bang, de mesmo nome de seu EP coreano, e em seu álbum de maiores sucessos, The Best of Big Bang 2006-2014 (2014).
"Blue" é uma canção de tempo mediano, pertencente aos gêneros de R&B e balada. Considerada uma faixa calma, com um som de violão intenso e melódico, seu tema lírico refere-se a tristeza que se sente quando se perde um amor. Além disso, a canção traz consigo uma mensagem sobre como encontrar energia diante da aceitação da tristeza e da perda. "Blue" expressa um lado mais emocional do Big Bang não visto antes. Os membros explicaram seu significado dizendo  que ela refere-se sobre "estar sozinho, ou sentir um vazio". Onde a canção "torna toda a dor azul", tendo um sentimento confortante.

## Recepção da crítica
O jornal The Borneo Post em sua resenha sobre "Blue", caracteriza-a como possuindo uma "receita retrô com toques de modernismo", sendo descrita como uma "confissão terapêutica". Kaitlin Miller do jornal Sun-Times, incluiu "Blue" em sua lista de melhores canções do Big Bang, descrevendo-a como uma "faixa suave e emocional". Miller destacou que a mesma enfatiza "um som mais maduro" ao grupo, e que contém "amostras eletrônicas e técnicas de produção mais interessantes" em comparação a trabalhos anteriores do Big Bang.

## Vídeo musical
Dirigido por Han Sa-min e lançado na mesma data da canção, o vídeo musical de "Blue" foi filmado em Nova Iorque, Estados Unidos, no início do ano de 2012, apresentando como cenário, a "atmosfera solitária e suave de suas ruas". Antes do grupo iniciar suas filmagens, a equipe de produção estadunidense, recebeu roteiros e traduções líricas da canção, juntamente com notas do Big Bang sobre o que o quinteto procurava para moldar o vídeo musical. Uma de suas sequências foram filmadas ao lado da montanha russa Coney Island Cyclone localizada no Brooklyn. Em junho de 2017, o referido vídeo musical atingiu a marca de cem milhões de visualizações no Youtube.

## Desempenho nas paradas musicais
"Blue" atingiu a posição de número um em todas as paradas de serviços de música online da Coreia do Sul, incluindo  Melon, Mnet e Soribada, após seu lançamento. A canção liderou as paradas da Gaon Digital Chart e Billboard K-pop Hot 100, durante três semanas consecutivas. Ela também obteve a melhor primeira semana em vendas de 2012 e tornou-se a canção de um grupo masculino, com maiores vendas em sua estreia na parada da Gaon, com 833,233 mil cópias digitais. Adicionalmente, "Blue" estreou em número um na Gaon Streaming Chart permanecendo no topo por quatro semanas consecutivas. Apesar de seu lançamento ter ocorrido na última semana do mês de fevereiro de 2012, a canção se estabeleceu como a mais vendida de fevereiro, bem como a mais transmitida do mês de março. Mais tarde, "Blue" encerrou o referido ano, como a quarta canção mais vendida no país, com vendas de mais de 3,5 milhões de downloads digitais. Atualmente é uma das canções mais vendidas na Coreia do Sul.
Nos Estados Unidos, a faixa alcançou a posição de número dois na Billboard World Digital Songs.
| Paradas (2012)                                 | Melhor posição |
| ---------------------------------------------- | -------------- |
| Coreia do Sul (Gaon Weekly Digital Chart)      | 1              |
| Coreia do Sul (Gaon Monthly Digital Chart)     | 1              |
| Coreia do Sul (Gaon Weekly Download Chart)     | 1              |
| Coreia do Sul (Gaon Weekly Streaming Chart)    | 1              |
| Coreia do Sul (Gaon Weekly BGM Chart)          | 1              |
| Coreia do Sul (Billboard K-pop Hot 100)        | 1              |
| Estados Unidos (Billboard World Digital Songs) | 3              |

| Paradas (2012)                                 | Melhor posição |
| ---------------------------------------------- | -------------- |
| Coreia do Sul (Gaon Yearly Digital Chart)      | 10             |
| Coreia do Sul (Billboard K-pop Hot 100)        | 11             |
| Estados Unidos (Billboard World Digital Songs) | 21             |

### Vendas
| País          | Parada                     | Vendas    |
| ------------- | -------------------------- | --------- |
| Coreia do Sul | Gaon Download Chart (2012) | 3,365,275 |
| China         | KuGou                      | 658,453   |

## Prêmios
| Ano  | Premiação                    | Categoria                 | Resultado | Ref.   |
| ---- | ---------------------------- | ------------------------- | --------- | ------ |
| 2012 | Cyworld Digital Music Awards | Canção do Mês (Fevereiro) | Venceu    | [ 27 ] |
| 2013 | Gaon Chart Awards            | Canção do Mês (Fevereiro) | Venceu    | [ 28 ] |

### Vitórias em programas de música
| Data                | Programa     | Emissora |
| ------------------- | ------------ | -------- |
| 11 de março de 2012 | Inkigayo     | SBS      |
| 18 de março de 2012 | Inkigayo     | SBS      |
| 25 de março de 2012 | Inkigayo     | SBS      |
| 8 de março de 2012  | M! Countdown | Mnet     |
| 9 de março de 2012  | Music Bank   | KBS      |
| 16 de março de 2012 | Music Bank   | KBS      |
| 14 de março de 2012 | Music on Top | JTBC     |

## Histórico de lançamento
| Região        | Data                    | Formato             | Gravadora        |
| ------------- | ----------------------- | ------------------- | ---------------- |
| Coreia do Sul | 22 de fevereiro de 2012 | CD download digital | YG Entertainment |
| Mundo         | 22 de fevereiro de 2012 | CD download digital | YG Entertainment |
| Japão         | 28 de março de 2012     | CD download digital | YGEX             |